# Finnträsket (Älvsby socken, Norrbotten)
Finnträsket är en sjö i Piteå kommun och Älvsbyns kommun i Norrbotten och ingår i Piteälvens huvudavrinningsområde. Sjön har en area på 2,26 kvadratkilometer och ligger 238 meter över havet. Finnträsket ligger i Piteälven Natura 2000-område. Sjön avvattnas av vattendraget Brändån.

## Delavrinningsområde
Finnträsket ingår i det delavrinningsområde (728714-171388) som SMHI kallar för Utloppet av Finnträsket. Medelhöjden är 276 meter över havet och ytan är 14,98 kvadratkilometer. Räknas de 5 avrinningsområdena uppströms in blir den ackumulerade arean 44,89 kvadratkilometer. Brändån som avvattnar avrinningsområdet har biflödesordning 3, vilket innebär att vattnet flödar genom totalt 3 vattendrag innan det når havet efter 104 kilometer. Avrinningsområdet består mestadels av skog (83 procent). Avrinningsområdet har 2,25 kvadratkilometer vattenytor vilket ger det en sjöprocent på 15 procent.